# Edgar Moreno
Edgar Moreno (Quibdó, 30 de abril de 1981) es un exjugador de baloncesto, entrenador y sociólogo afrocolombiano. Jugó en la posición de armador y participó en la división universitaria estadounidense de baloncesto (NCCA)y en equipos colombianos, venezolanos y mexicanos.
Actualmente se desempeña como entrenador del equipo Cimarrones de Chocó y es considerado uno de los mejores jugadores de baloncesto de la historia en Colombia.

## Trayectoria
Inició su carrera en la selección departamental de baloncesto del Chocó.A nivel profesional, en 2001 se coronó campeón con los Sabios de Manizales, lo que lo llevó al Junior College de Jacksonville en Estados Unidos y posteriormente, en la Universidad de Texas en El Paso. En 2006 regresó a Colombia, donde se consagró bicampeón con los Búcaros de Bucaramanga. En 2008, se unió al equipo Norte, logrando nuevamente un bicampeonato. 
En 2014, se coronó campeón con los Cimarrones del Chocó.Actualmente, es el director técnico de este equipo en la Liga Profesional de Baloncesto de Colombia.

## Distinciones
- Mejor jugador Federación Colombiana de Baloncesto (2008)[8]